# L'autunno, qui, è magico e immenso
(Golan Haji, L'autunno, qui, è magico e immenso (al-Kharīf, hunà, sāḥir wa kabīr), in Words Without Borders, Chicago, marzo 2013.)
L'autunno, qui, è magico e immenso (al-Kharīf, hunà, sāḥir wa kabīr), è la prima raccolta poetica in italiano di Golan Haji. La guerra, la bellezza, il sangue e l'amore, questi alcuni temi che compongono la raccolta, poesie scritte negli ultimi due anni, dove è più forte l'accento politico. La poesia si pone nei confronti della guerra come Perseo di fronte alla testa della Gorgone, così come la evoca Italo Calvino nelle sue Lezioni americane: perché il poeta non rimanga pietrificato dall'orrore con tutto il suo corpo o la poesia divenga incapace di dire, la scrittura deve guardare non la testa, ma i suoi riflessi nello scudo. Una riflessione sulla banalità del male, la normalità della follia, la solitudine e l'ironia necessaria per sopravvivere. Scritte in arabo, sono pubblicate in Creative Commons tra Damasco, Beirut, Doha, Londra, Parigi, Copenaghen e Chicago.